# Listă de medici români
Aceasta este o listă a medicilor români notabili, sortată în funcție de specialitatea medicală în care profesează (în ordine alfabetică per specialitate).

## Anatomieșihistologie
- Ion T. Niculescu
- Virgiliu Niculescu
- Victor Papilian
- Grigore T. Popa
- Simion Iagnov
- Emil Repciuc

## Anesteziști
- Nicolae Bacalbașa [1][2][3]
- George Litarczek [4]

## Biochimie medicală
- Simion Oeriu
- Ștefan Secăreanu

## Biologie medicală
- Victor Preda

## Boli infecțioase
- Mircea Angelescu
- Marin Voiculescu

## Dermatologie
- Ștefan Gh. Nicolau

## Dermatovenerologie
- Scarlat Longhin

## Diabetologie, nutriție și boli metabolice
- Nicolae Hâncu
- Roman Morar [5]

## Endocrinologie
- Ștefan Milcu
- Constantin Parhon

## Farmacologie
- Alfred Teitel

## Fizică medicală
- Valeriu Rusu

## Fiziologieșifiziopatologie
- Daniel Danielopolu
- Nicolae Paulescu

## Ftiziologie
- Leon Silviu Daniello
- Ștefan Irimescu

## Genetică medicală
- Gheorghe Benga
- Constantin Maximilian

## Geriatrieșigerontologie
- Ana Aslan

## Hematologie
- Nandor Gingold

## Igienă
- Iuliu Moldovan

## Medicină de familie
- Eduard Mezincescu
- Hagicalil Liliana

## Medicină de urgență
- Raed Arafat
- Ion Țurai
- Bogdan Zamfir [6][7][8]
- Mioara Zamfir [9]

## Medicină dentară
- Alexandru Bucur

## Medicină internă
- Octavian Fodor
- Iuliu Hațeganu
- Constantin C. Iliescu
- Nicolae Gh. Lupu
- Ermil Nichifor
- Paul Jürgen Porr

### Cardiologi
- Radu Deac
- Leonida Gherasim
- Ioan Pop de Popa
- Cristian Udroiu [10]
- Eduard Apetrei, a introdus ecocardiografia performantă în România în 1976 [11][12]

## Medicină judiciară
- Mina Minovici
- Nicolae Minovici
- Vladimir Beliș [13]

## Microbiologieșiimunologie
- Victor Babeș
- Ioan Cantacuzino
- Mihai Ciucă
- Dumitru Combiescu
- Constantin Ionescu-Mihăiești
- Constantin Levaditti
- Alexandru Slătineanu
- Nicolae Cajal

## Morfopatologie
- Victor Babeș

## Nefrologie
- Alexandru Ciocâlteu
- Adrian Covic

## Neurologie
- Florica Bagdasar
- Constantin Bălăceanu-Stolnici
- Dana Boering [14]
- Mihai Ioan Botez
- State Drăgănescu
- Nicolae Ionescu-Sisești
- Arthur Kreindler
- Gheorghe Marinescu
- Arcadiu Petrescu
- Ion N. Petrovici
- Constantin Popa
- Anghel Radovici
- Oskar Sager
- Mircea Steriade
- Alexandru Șerbănescu (medic)
- Vlad Voiculescu

## Neurochirurgie
- Constantin Arseni
- Dimitrie Bagdasar
- Leon Dănăilă
- Sofia Ionescu-Ogrezeanu
- Alexandru-Vladimir Ciurea

## Neonatologie
- Livia Ognean [15][16][17]

## O.R.L.
- Vasile Costinescu [18][19][20][21]
- Gheorghe Popovici
- Ataman Traian
- Gheorghe Muhlfay[22]
- Mühlfay László

## Obstetricășiginecologie
- Eugen Aburel
- Dan Alessandrescu
- Ioan Munteanu
- Constantin Rădulescu
- Dominic Stanca
- Marta Trancu-Rainer
- Dan Tutunaru [23]
- Hagicalil Erghin

## Oftalmologie
- Petre Vancea

## Oncologie
Ion Chiricuță
Nicolae Ghilezan
Lucian Miron

## Ortopedie
- Radu Malancea [24][25]
- Dragoș Popescu [26]
- Vlad Predescu [27]

Ortopedie pediatrică
- Liliana Pădure [28]

## Parazitologie
- Gheorghe Lupașcu

## Pediatrie
- Gheorghe Burnei [29][30][31][32]
- Ana Culcer [33]
- Evelina Moraru [34][35][36][37][38]
- Alexandru Pesamosca
- Anton Popovici [39]
- Alexandru Ritivoiu [40]
- Ladislau Ritli
- Eugen Săndică [41]
- Margit Șerban [42]
- Louis Țurcanu
- C.D. Zeletin

### Chirurgie plastică pentru copii
- Dan Mircea Enescu[43][44][45]

## Psihiatrie
- Leon Ballif
- Petre Brânzei
- Augustin Buzura
- Radu Mihăilescu [46]
- Edouard Pamfil
- Alexandru A. Suțu
- Florin Tudose
- Nicolae Vaschide

## Radiologi
- Virgil Ionescu [47]
- Sorin Stănescu
- Popa Gelu Adrian
- Alexandru Țățulescu

## Sănătate publică
- Mioara Mincu

## Urologie
- Dimitrie Gerota
- Eugeniu Gh. Proca
- Mihai Lucan
- Petru Dragan

## Medici veterinari
- Ștefan Dinu [48]
- Vasile Gheție